# Hybrid-Monte-Carlo-Algorithmus
Der Hybrid-Monte-Carlo-Algorithmus (auch Hamiltonian Monte Carlo oder HMC) ist eine Monte-Carlo-Methode zur Erzeugung von Systemen im kanonischen Zustand. Das Verfahren stellt eine Kombination aus Molekulardynamik und Zufallsbewegung her. Die Molekulardynamik wird benutzt, um effizient neue, unabhängige Zustände vorzuschlagen.
Bei diesem Verfahren werden Pseudo-Impulse eingeführt, um dann mittels der Hamilton-Funktion die Bewegungsgleichungen numerisch zu lösen. Die Pseudo-Impulse werden anfangs zufällig entsprechend der Gauß-Verteilung gewählt.  Anschließend wird der neue Zustand durch Berechnung der Trajektorie im Phasenraum ermittelt. Zum Schluss wird der neue Zustand mit der Wahrscheinlichkeit {\displaystyle P_{\mathrm {A} }=\min \left(1,\exp \left(-{\frac {\Delta H}{kT}}\right)\right)} akzeptiert.

## Anwendungen
Hybrid-Monte-Carlo wird beispielsweise bei der Simulation nicht-abelscher Eichtheorien eingesetzt.

### NUTS
No U-Turn Sampler (NUTS) ist ein Hybrid-Monte-Carlo-Algorithmus, welcher zum Beispiel bei der Bayesschen Inferenz angewandt wird.